# Теорема Жордана — Гельдера
Нехай {\displaystyle G} буде групою, що має композиційний ряд. Тоді будь-які два композиційних ряди для {\displaystyle G} мають однакову довжину. Більше того, якщо
{\displaystyle \{1\}=G_{n}\triangleleft G_{n-1}\triangleleft \cdots \triangleleft G_{0}=G}
і
{\displaystyle \{1\}=H_{n}\triangleleft H_{n-1}\triangleleft \cdots \triangleleft G_{0}=G}
це два композиційних ряди для {\displaystyle G,} тоді існує перестановка {\displaystyle \tau } така, що {\displaystyle G_{i}/G_{i+1}\simeq H_{\tau (i)}/H_{\tau (i)+1}.}

## Допоміжна лема
Нехай {\displaystyle G} буде групою з композиційним рядом 
{\displaystyle \{1\}=G_{n}\triangleleft G_{n-1}\triangleleft \cdots \triangleleft G_{0}=G.}
Тоді для будь-якої нормальної підгрупи {\displaystyle K} групи {\displaystyle G,} якщо ми видалимо дублікати з ряду
{\displaystyle \{1\}=K\cap G_{n}\trianglelefteq K\cap G_{n-1}\trianglelefteq \cdots \trianglelefteq K\cap G_{0}=K\cap K,}
результатом буде композиційний ряд для {\displaystyle K} завдовжки не більше ніж {\displaystyle n.}

### Доведення
Нам потрібно довести, що {\displaystyle K\cap G_{i+1}\triangleleft K\cap G_{i}} і те, що {\displaystyle (K\cap G_{i})/(K\cap G_{i+1})} проста для всіх {\displaystyle i.}
Нехай {\displaystyle x\in K\cap G_{i}} і {\displaystyle g\in K\cap G_{i+1}.} Тоді {\displaystyle xgx^{-1}\in K} оскільки згідно з припущенням {\displaystyle K} нормальна в {\displaystyle G.} Також {\displaystyle xgx^{-1}\in G_{i+1}} оскільки {\displaystyle G_{i+1}\triangleleft G_{i}.} Отже, {\displaystyle xgx^{-1}\in K\cap G_{i+1},} що доводить те, що {\displaystyle K\cap G_{i+1}\triangleleft K\cap G_{i}.}
Тепер розглянемо фактор-групу {\displaystyle (K\cap G_{i})/(K\cap G_{i+1}).} Оскільки {\displaystyle G_{i}/G_{i+1}} проста, то {\displaystyle G_{i+1}} максимальна нормальна підгрупа {\displaystyle G_{i},} тому єдиними нормальними підгрупами {\displaystyle G_{i},} які містять {\displaystyle G_{i+1}} є {\displaystyle G_{i+1}} і {\displaystyle G_{i}.}
Згадаймо, що {\displaystyle K\cap G_{i}} нормальна в {\displaystyle G_{i}} (це ядро канонічної проєкції {\displaystyle G} на {\displaystyle G/K} обмеженої {\displaystyle G_{i}}), так що маємо
{\displaystyle G_{i+1}\triangleleft (K\cap G_{i})G_{i+1}\triangleleft G_{i}.}
Перше нормальне включення, дає що для {\displaystyle kg\in (K\cap G_{i})G_{i+1}} маємо
{\displaystyle kgG_{i+1}g^{-1}k^{-1}=kG_{i+1}k^{-1}\subseteq G_{i+1}}
оскільки {\displaystyle k\in G_{i},} а {\displaystyle G_{i+1}} нормальна в {\displaystyle G_{i}.} Для другого нормального включення, {\displaystyle g\in G_{i}}
{\displaystyle g(K\cap G_{i})G_{i+1}g^{-1}=(K\cap G_{i})gG_{i+1}g^{-1}}
оскільки {\displaystyle K\cap G_{i}} нормальна в {\displaystyle G_{i}} і
{\displaystyle (K\cap G_{i})gG_{i+1}g^{-1}\subseteq (K\cap G_{i})G_{i+1}}
оскільки {\displaystyle G_{i+1}\triangleleft G_{i}.}
Отже, або {\displaystyle G_{i+1}=(K\cap G_{i})G_{i+1},} або {\displaystyle (K\cap G_{i})G_{i+1}=G_{i}.} Використовуючи другу теорему про ізоморфізми
{\displaystyle (K\cap G_{i})G_{i+1}/G_{i+1}\simeq (K\cap G_{i})/(K\cap G_{i}\cap G_{i+1})=(K\cap G_{i})/(K\cap G_{i+1}).}
Тут ми бачимо, що якщо {\displaystyle G_{i+1}=(K\cap G_{i})G_{i+1},} то {\displaystyle K\cap G_{i}=K\cap G_{i+1}} і нам треба вилучити дублікат. Якщо ж {\displaystyle (K\cap G_{i})G_{i+1}=G_{i},} то {\displaystyle (K\cap G_{i})/(K\cap G_{i+1})} — проста.

## Доведення
Доведення буде за індукцією на довжину композиційного ряду. Припустимо, що {\displaystyle G} має композиційний ряд довжини 1. Тоді субнормальний ряд
{\displaystyle G\triangleright \{1\}}
не можна уточнити, отже, це мусить бути композиційний ряд. Зокрема, {\displaystyle G\simeq G/\{1\}} — проста. Це єдиний можливий композиційний ряд для {\displaystyle G} і всі твердження дотримані для довжини 1.
Припустимо, що {\displaystyle n>1} і, що твердження теореми дотримуються для композиційних рядів завдовжки до {\displaystyle n-1.} Нехай {\displaystyle G} буде групою з композиційним рядом завдовжки {\displaystyle n,} скажімо
{\displaystyle \{1\}=G_{n}\triangleleft G_{n-1}\triangleleft \cdots \triangleleft G_{0}=G}
(при цьому {\displaystyle G_{i}\neq G_{i+1}} для кожного {\displaystyle i).} Тепер припустимо, що існує інший композиційний ряд для {\displaystyle G} (знов {\displaystyle H_{i}\neq H_{i+1})}
{\displaystyle \{1\}=H_{m}\triangleleft H_{m-1}\triangleleft \cdots \triangleleft H_{0}=G.}
Спочатку нам потрібно показати, що {\displaystyle m=n} після чого ми обговоримо єдиність декомпозиції.
(Доведення, що {\displaystyle m=n).} Ідея доведення така: щоб використаємо індукційну гіпотезу нам потрібно мати композиційні ряди завдовжки менше ніж {\displaystyle n.} Спершу ми виключимо випадок коли {\displaystyle G_{1}=H_{1},} тоді обчислимо композиційні ряди завдовжки {\displaystyle n-2} для {\displaystyle H_{1}\cap G_{1}.} Після цього ми використаємо другий композиційний ряд {\displaystyle G,} щоб отримати інший композиційний ряд для {\displaystyle H_{1}\cap G_{1}} чия довжина залежатиме від {\displaystyle m} і ми зможемо порівняти її з вже відомою нам.
Якщо {\displaystyle G_{1}=H_{1},} тоді ми застосовуємо індукційну гіпотезу до {\displaystyle G_{1},} маємо {\displaystyle n-1=m-1} і підхожу перестановку {\displaystyle \tau } для {\displaystyle n-1} факторів, і тут ми завершили.
Припустимо, що {\displaystyle G_{1}\neq H_{1}.} Оскільки обидві {\displaystyle G_{1}} і {\displaystyle H_{1}} є максимальними нормальними в {\displaystyle G,} ми бачимо, що {\displaystyle G_{1}\triangleleft G_{1}H_{1}\triangleleft G} з {\displaystyle G_{1}\neq G_{1}H_{1}} тому, що згідно з припущенням {\displaystyle G_{1}\neq H_{1}.} З цього {\displaystyle G_{1}H_{1}=G,} застосовуючи другу теорему про ізоморфізми, приходимо до висновку, що
{\displaystyle G_{1}H_{1}/H_{1}\simeq G/H_{1}\simeq G_{1}/(G_{1}\cap H_{1}).}
Оскільки {\displaystyle G/H_{1}} — проста, отримуємо, що {\displaystyle G_{1}/(G_{1}\cap H_{1})} також проста. Тепер, відповідно до леми вище, по видаленні дублікатів з ряду
{\displaystyle \{1\}=H_{1}\cap G_{n}\trianglelefteq \cdots \trianglelefteq H_{1}\cap G_{0}=H_{1},}
отримуємо композиційний ряд для {\displaystyle H_{1}} завдовжки не більше ніж {\displaystyle n}  і 
{\displaystyle \{1\}=H_{1}\cap G_{n}\trianglelefteq \cdots \trianglelefteq H_{1}\cap G_{1}}
це композиційний ряд для {\displaystyle H_{1}\cap G_{1}} не довший ніж {\displaystyle n-1.} Оскільки {\displaystyle G_{1}/(G_{1}\cap H_{1})} проста, то після видалення дублікатів
{\displaystyle \{1\}=H_{1}\cap G_{n}\trianglelefteq \cdots \trianglelefteq H_{1}\cap G_{1}\triangleleft G_{1}}
це композиційний ряд для {\displaystyle G_{1}.}  Але тоді
{\displaystyle G_{1}\triangleright G_{2}\triangleright \cdots \triangleright G_{n}=\{1\}}
і
{\displaystyle G_{1}\triangleright H_{1}\cap G_{1}\trianglerighteq H_{1}\cap G_{2}\trianglerighteq \cdots \trianglerighteq H_{1}\cap G_{n}=\{1\}}
обидва є композиційними рядами для {\displaystyle G_{1},} і перший з них завдовжки {\displaystyle n-1.} Згідно з індукційною гіпотезою обидва ряди мають однакову довжину. Оскільки {\displaystyle G_{1}\neq G_{1}\cap H_{1}} (згадаємо, що ми припустили, що {\displaystyle G_{1}\neq H_{1}),} дублювання має бути десь далі в ряду. Нехай
{\displaystyle G_{1}=K_{1}\triangleright K_{2}=H_{1}\cap G_{1}\triangleright K_{3}\triangleright \cdots \triangleright K_{n}=\{1\}}
позначає композиційний ряд для {\displaystyle G_{1}}завдовжки {\displaystyle n-1,} з уже видаленими дублікатами. Згідно з гіпотезою, існує перестановка {\displaystyle \alpha } така, що {\displaystyle G_{i}/G_{i+1}\simeq K_{\alpha (i)}/K_{\alpha (i)+1}} для кожного {\displaystyle i=1,\ldots n-1.} Множина {\displaystyle \alpha } не пересуває індекс 0, тоді
{\displaystyle G=G_{0}\triangleright G_{1}\triangleright G_{2}\triangleright \cdots \triangleright G_{n}=\{1\}}
і
{\displaystyle G=K_{0}\triangleright G_{1}=K_{1}\triangleright K_{2}=H_{1}\cap G_{1}\triangleright K_{3}\triangleright \cdots \triangleright K_{n}=\{1\}}
композиційні ряди завдовжки {\displaystyle n} для {\displaystyle G} і {\displaystyle \alpha } — це перестановка така, що {\displaystyle G_{i}/G_{i+1}\simeq K_{\alpha (i)}/K_{\alpha (i)+1}} для кожного {\displaystyle i=1,\cdots ,n-1.} Більше того, ми знайшли композиційний ряд для {\displaystyle H_{1}\cap G_{1}} завдовжки {\displaystyle n-2.}
Давайте тепер проведемо подібні ж розрахунки для композиційного ряду
{\displaystyle G=H_{0}\triangleright H_{1}\triangleright \cdots \triangleright H_{m}=\{1\}}
і нормальної підгрупи {\displaystyle G_{1}} в {\displaystyle G.} Знов, згідно з лемою вище, після видалення дублікатів із ряду
{\displaystyle G_{1}=H_{0}\cap G_{1}\trianglerighteq H_{1}\cap G_{1}\trianglerighteq \cdots \trianglerighteq H_{m}\cap G_{1}=\{1\}}
отримуємо композиційний ряд для {\displaystyle G_{1}} такий, що після видалення дублікатів
{\displaystyle H_{1}\cap G_{1}\trianglerighteq \cdots \trianglerighteq H_{m}\cap G_{1}=\{1\}}
дає нам композиційний ряд для {\displaystyle H_{1}\cap G_{1}.} Тепер, оскільки {\displaystyle H_{1}\cap G_{1}} має композиційний ряд завдовжки {\displaystyle n-2,} а саме
{\displaystyle K_{2}=H_{1}\cap G_{1}\triangleright \cdots \triangleright K_{n}=\{1\},}
ми застосовуємо індукційну гіпотезу до {\displaystyle H_{1}\cap G_{1},} щоб дійти висновку, що всі композиційні ряди для {\displaystyle H_{1}\cap G_{1}} мають довжину {\displaystyle n-2,} і тому попередній ряд
{\displaystyle H_{1}\cap G_{1}\trianglerighteq \cdots \trianglerighteq H_{m}\cap G_{1}=\{1\}}
після видалення дублікатів також завдовжки {\displaystyle n-2.}
Оскільки з другої теореми про ізоморфізми ми знаємо, що {\displaystyle H_{1}/(G_{1}\cap H_{1})\simeq H_{1}G_{1}/G_{1}=G_{0}/G_{1},} яка є простою групою, маємо, що {\displaystyle H_{1}/(H_{1}\cap G_{1})} — проста. Отже, після видалення дублікатів з
{\displaystyle H_{1}\triangleright H_{1}\cap G_{1}\trianglerighteq \cdots \trianglerighteq H_{m}\cap G_{1}=\{1\}}
дає нам композиційний ряд для {\displaystyle H_{1}} завдовжки {\displaystyle n-1} (ми додали {\displaystyle H_{1}} до композиційного ряду для {\displaystyle H_{1}\cap G_{1}} завдовжки {\displaystyle n-2).} Також
{\displaystyle H_{1}\triangleright H_{2}\triangleright \cdots \triangleright H_{m}=\{1\}}
це інший композиційний ряд для {\displaystyle H_{1}.} Оскільки перший ряд завдовжки {\displaystyle n-1,} то згідно з індукційною гіпотезою, другий ряд мусить мати довжину {\displaystyle n-1.} З того, що його довжина {\displaystyle m-1,} випливає, що {\displaystyle m=n.}
(Єдиність композиційних факторів). Знов, згідно з індукційною гіпотезою застосованою до {\displaystyle H_{1},} маємо перестановку {\displaystyle \beta } з {\displaystyle n-1} композиційних факторів (яку можна розширити до {\displaystyle n} факторів встановивши {\displaystyle \beta (0)=0.} А саме, нехай {\displaystyle L_{i},i=1,2,\ldots ,n} позначає відмінні елементи ряду
{\displaystyle H_{1}\triangleright H_{1}\cap G_{1}\triangleright H_{2}\cap G_{1}\triangleright \cdots \triangleright H_{n}\cap G_{1}=\{1\}}
так, що {\displaystyle L_{1}=H_{1}} і {\displaystyle L_{2}=H_{1}\cap G_{1}.} Тоді ми маємо композиційний ряд 
{\displaystyle G=H_{0}\triangleright H_{1}\triangleright \cdots \triangleright H_{m}=\{1\}}
завдовжки {\displaystyle n} для {\displaystyle G} і існує перестановка {\displaystyle \beta } для {\displaystyle \{0,1,\ldots ,n-1\}} така, що {\displaystyle H_{i}/H_{i+1}\simeq L_{\beta (i)}/L_{\beta (i)+1}} для кожного {\displaystyle i=0,1,\ldots ,n-1.}
Ми майже на місці, але насправді нам потрібен ізоморфізм між {\displaystyle H_{i}/H_{i+1}} і {\displaystyle G_{\beta (i)}/G_{\beta (i)+1},} а не між {\displaystyle H_{i}/H_{i+1}} і {\displaystyle L_{\beta (i)}/L_{\beta (i)+1}.} Ми згадаємо, що вже маємо перестановку {\displaystyle \alpha } таку, що {\displaystyle G_{i}/G_{i+1}\simeq K_{\alpha (i)}/K_{\alpha (i)+1}.} Отже, нам достатньо знайти таку між {\displaystyle L_{i}/L_{i+1}} і {\displaystyle K_{i}/K_{i+1}.}
Нарешті, оскільки {\displaystyle K_{2}=L_{2}=H_{1}\cap G_{1},} ми маємо два композиційні ряди для {\displaystyle G:}
{\displaystyle {\begin{matrix}G\triangleright &G_{1}\triangleright &H_{1}\cap G_{1}\triangleright &K_{3}\triangleright &\cdots &K_{n-1}\triangleright &K_{n}=\{1\}\\G\triangleright &H_{1}\triangleright &H_{1}\cap G_{1}\triangleright &L_{3}\triangleright &\cdots &L_{n-1}\triangleright &L_{n}=\{1\}.\end{matrix}}}
Ми можемо застосувати індукційну гіпотезу до {\displaystyle H_{1}\cap G_{1},} щоб довести існування перестановки {\displaystyle \gamma } для {\displaystyle \{2,3,\ldots ,n-1\}} такої, що для кожного {\displaystyle i} з цієї множини ми маємо {\displaystyle K_{i}/K_{i+1}\simeq L_{\gamma (i)}/L_{\gamma (i)+1}.} ми вже бачили, що {\displaystyle G/G_{1}\simeq H_{1}(H_{1}\cap G_{1})} і {\displaystyle G/H_{1}\simeq G_{1}/(H_{1}\cap G_{1}),} отже ми можемо розширити перестановку {\displaystyle \gamma } на {\displaystyle \{0,1,\ldots ,n-1\}} встановивши {\displaystyle \gamma (0)=1} і {\displaystyle \gamma (1)=0.} Тоді, оскільки
{\displaystyle K_{0}=G=L_{0},K_{1}=G_{1},L_{1}=H_{1},K_{2}=L_{2}=H_{1}\cap G_{1},}
маємо
{\displaystyle K_{i}/K_{i+1}\simeq L_{\gamma (i)}/L_{\gamma (i)+1},i=0,\ldots ,n-1.}
У підсумку, маємо {\displaystyle m=n}  і для {\displaystyle \tau =\beta ^{-1}\gamma \alpha ,} маємо
{\displaystyle G_{i}/G_{i+1}\simeq H_{\tau (i)}/H_{\tau (i)+1},i=0,\ldots ,n-1.}
Що і треба було довести.

## Приклад
Циклічна група {\displaystyle C_{12}} має три композиційні ряди
{\displaystyle C_{1}\triangleleft C_{2}\triangleleft C_{6}\triangleleft C_{12},C_{1}\triangleleft C_{2}\triangleleft C_{4}\triangleleft C_{12},C_{1}\triangleleft C_{3}\triangleleft C_{6}\triangleleft C_{12}}
і всі вони мають однакову довжину. Також, отримуємо такі фактор-групи
{\displaystyle \{C_{2},C_{3},C_{2}\},\{C_{2},C_{2},C_{3}\},\{C_{3},C_{2},C_{2}\}}
які дійсно однакові з точністю до перестановки.